# 독립 제1유격대대
독립 제1유격대대 (일명 "명부대)", 공식 명칭 "육군본부 직할 독립 제1유격대대"는 한국 전쟁에서 활약했던 대한민국 육군의 독립 유격대대였다.

## 역사
인천 상륙 작전에 앞서 기만 작전인 장사 상륙 작전을 위해 1950년 9월 15일에 창설된 독립 유격부대였다.
민간인 최윤동이 560명을 모아 사설 유격대를 조직하자, 이명흠 대위는 육군 본부 작전국장이었던 강문봉 준장에게 유격 작전의 필요성을 요청하여 유격대를 인계받고 장비를 지원받은 뒤, 애국단원 120명과 그리고 대구에서 200명의 지원자를 모집하였다. 이들을 이끌고 밀양의 어느 농협 창고에서 8월 18일부터 9월 9일까지 23일간 훈련시켰다. 수색학교에서 훈련을 마친 학도의용병들을 모아 부대를 창설하였는데, 대대장을 맡은 이명흠 대위의 이름 중 "명"을 따서 "명 부대" 또는 "명 유격부대"라고도 불렀다.
9월 15일 오전 2시에 부산항에서 부대는 LST 문산을 타고 장사리 해안에 상륙하였다. 조용히 침투하여 조선인민군 제2군단의 후방을 교란할 예정이었지만, 일이 꼬여 태풍 케지아에 의해 LST 문산은 좌초되었고, 상륙하기 전에 발각되면서 해안에 있던 북한군에게 공격받아 60명이 전사했다. 대대는 교전 끝에 200고지를 점령 교두보를 확보하였으나, 보급 지원을 받지 못해 식량과 탄약이 고갈되어 불리한 상황에서도 교전을 계속하였다.
9월 19일, 유엔군의 항공기에 포착되었고 미국 제7함대 태스크 포스 77 소속 USS 헬레나 (CA-75)가 기함인 포격임무대(bombardment Task Force)의 호위를 받으며, LST 조치원을 타고 다음날 부산항으로 귀환하였다.
이 작전으로 북한군은 270명이 사망하였고, 제1독립유격대대는 139명 작전 중 사망, 92명 부상당했다.
10월 5일에 유격대사령부에 예속되었다가 10월 30일에 유격대사령부가 해체되자, 제9사단 28연대 3대대로 배속되었다.

## 같이 보기
- 학도의용군
- 주한 유엔군 유격부대
- 백골병단

## 참고 자료
- 독립 제1유격대대 - 국가기록원